# Thế kỷ 20 TCN

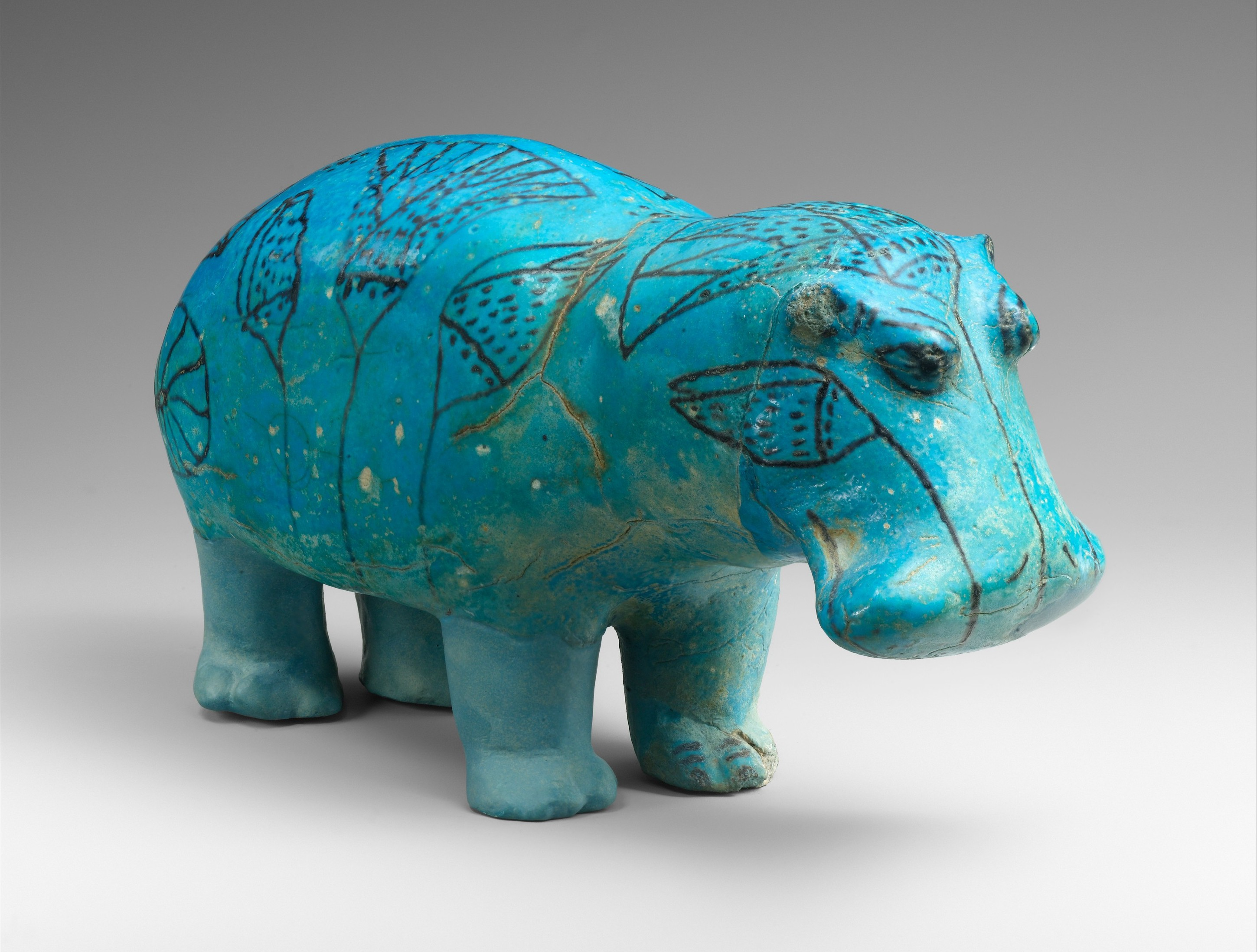
Thế kỉ 20 TCN

Thế kỉ 20 TCN bắt đầu từ ngày đầu tiên của năm 2000 TCN và kết thúc vào năm 1901 TCN.